# 881
881 је била проста година.

## Догађаји
- 12. фебруар — Краља Карла Дебелог, трећег сина покојног Лудвига Немачког, папа Јован VIII у Риму је крунисао за цара Светог римског царства.
- 3. август — Западнофраначки краљ Луј III и његов брат Карломан II побеђују Викинге код Сокура.
- Побуна Занџа: Абасидски генерал Ал-Мувафак поставља опсаду главног града Занџа Мукхтаре, користећи своју базу на супротној страни реке Тигар.
- Земљотрес од 881 Акре: Догађа се у околини Акре. Александрија је наводно погођена истим земљотресом.
- Црква Свете Цецилије је основана као женски колеџ. Сада је дом Музеја Шхнутген у Келну.
- Први помен града Беча.